# Уяр, Фёдор Ермилович
Фёдор Ермилович Уяр (чув. Хветӗр Уяр, настоящая фамилия Афанасьев; 19 апреля [2 мая] 1914, Сухарь Матак, Самарская губерния — 9 июля 2000, Чебоксары) — чувашский писатель и драматург. Народный писатель Чувашской АССР (1990).

## Биография
Фёдор Афанасьев родился в 1914 году в деревне Сухарь Матак (ныне Исаклинский район Самарской области) в крестьянской семье. Учился в педагогических институтах Благовещенска и Чебоксар. Участвовал в Великой Отечественной войне.
Возглавлял Центральную книжную палату Чувашской АССР.

## Творчество
Первые произведения Уяра были напечатаны в 1930 году. Отдельным изданием его рассказы вышли в 1941 году («Тропа» — «Сукмак»). В 1943—1947 годах вышли сборники его рассказов, очерков, фельетонов и путевых заметок «Пути-дороги» («Ҫулсем-йӗрсем», 1943), «На реке Сок» («Сук шывӗ хӗрринче»). Уяр является автором исторического романа «Тенета» («Таната») об Акрамовском восстании 1842 года и предшествующим этому событиям.
Посвятил обычаю типшар одноимённую пьесу «Типшар», которая была поставлена в Чувашском ТЮЗе
.

## Память
В 1998 году, ещё при жизни писателя, в Сухарьматакской средней школе был открыт музей писателя, которому Хведер Уяр передал свою библиотеку и рукописи.